# Johann Franz Encke
Johann Franz Encke, född den 23 september 1791 i Hamburg, död den 26 augusti 1865 i Spandau, var en tysk astronom.
Encke studerade under Gauss i Göttingen och förestod observatoriet Seeberg vid Gotha som vicedirektor 1817–1822, som direktor 1822–1825, varefter han kallades till direktor för observatoriet i Berlin, på vilken post han kvarstod till 1863. Från 1844 var han professor i astronomi vid Berlins universitet. Encke tilldelades Lalandepriset av Franska vetenskapsakademien 1819 och Royal Astronomical Societys guldmedalj 1824. Han invaldes 1836 som utländsk ledamot av Kungliga Vetenskapsakademien. Encke utmärkte sig i synnerhet genom sina arbeten om bestämningen av planet- och kometbanor. En komet bär hans namn, Enckes komet. Denna upptäcktes dock inte av honom, utan hade många gånger blivit iakttagen, första gången av Méchain 1786. Encke beräknade dess bana och fann att omloppstiden utgjorde 3,3 år. Efter att under en lång följd av år ha beräknat dess rörelse, fann Encke att iakttagelserna antydde en fortgående förkortning av omloppstiden. Förklaringen till det sökte han i tillvaron av ett i världsrymden utbrett tunt mediums motstånd. Undersökningarna om Enckes komets rörelse fortsattes senare av von Asten och Backlund, av vilka den senare påvisade, att Enckes hypotes om motstånd från ett befintligt medium inte var riktig, utan att förminskningen av kometens omloppstid sannolikt hade till orsak inflytandet av en meteorsvärm, som kometen passerade i någon punkt av sin bana. 
Asteroiden 9134 Encke är uppkallad efter honom.